# 千原ジュニアのまぶしいチカラ
『千原ジュニアのまぶしいチカラ』（ちはらジュニアのまぶしいチカラ）は、毎日放送（MBSテレビ）で2011年11月2日から2012年10月24日まで毎週水曜日の23:50 - 翌0:55（JST）に放送されていたバラエティ番組。通称は「まぶしいチカラ」で、略称は「まぶチカ」。
開始から2012年3月までは、『関西バンザイTV まぶしいチカラ』（かんさいバンザイティーヴィー-）として放送。2012年4月から上記のタイトルに改めるとともに、千原ジュニアの冠番組になった。

## 概要
本番組の基本コンセプトは「関西だからこそ、東京では見られないバラエティ番組」。司会の千原ジュニアを中心に発案した企画で構成していた。
番組タイトルは、ジュニアと番組の演出が深夜に食事をしていた際、演出から出された番組タイトルの候補が後日ジュニアが思い出せないほど大したものが集まらなかったため、ジュニアと演出が番組タイトルの上の句と下の句をそれぞれ考えることとなった。そしてジュニアが毎日放送の略称である「MBS」の頭文字をとって、上の句の「まぶしい（MABUSHII）」を考案し、後日演出が毎日放送のリモコンキーIDである4を逆さにすると「力（ちから）」に見えることと、「千原」の語感が似ていることから、下の句に「チカラ」を付け加えた。
千原ジュニアが関西の番組でMCを務めるのは15年ぶりとなる。また第1回の放送では千原せいじがゲストに登場し、関西のテレビ番組では15年ぶりに千原兄弟が共演した。
当番組は、大阪府大阪市此花区のユニバーサル・スタジオ・ジャパン内にある「MBSスタジオ in USJ」で収録。2012年1月11日放送分からは、自社制作の深夜バラエティ番組としては、初の字幕放送を実施していた。
しかしMBSテレビでは、2012年10月24日で当番組の放送を終了。同年11月7日からは、当番組の放送枠で、ジュニアとロザン（宇治原史規・菅広文）の冠番組『ジュニア×ロザン パテナの神様!』を放送する。

## 出演
☆は前番組『女性ホルモン分泌バラエティー 全力☆が〜る』から引き続き出演。
司会
- 千原ジュニア（千原兄弟）☆

レギュラー
- 海原やすよ・ともこ☆

準レギュラー
- 野性爆弾

## 主なコーナー
芸人を本音査定 一緒におっておもろい力
笑いのプロである芸人のプライベートに、笑いに厳しい3人の関西女子・査定ガールズが同行し、面白いかを本音で査定。芸人はそれぞれエンジョイプランを立てて、査定ガールズを一日おもてなしする。最後に査定ガールズがそれぞれトーク、企画力、場所選び、気遣い、ノリの5項目を各20点満点（合計100点）で評価し、3人の平均点がその芸人のおもろい力の点数として、スタジオで発表される。VTR中は前番組『全力☆が〜る』の企画「女たちの本音劇場」同様、事前に渡された本音査定ノートに綴った、査定ガールズが一緒におっておもろい評価の上下とその時に感じた本音が随時表示される。
ふたりゴハン ジュニア×関西のまぶしい人
ジュニアが関西で活躍する大物芸能人のゲスト・まぶしい人と食事をしながら二人きりでトークを繰り広げる。ジュニアはゲストが誰か知らない状態でゲストのおすすめ店で待ち合わせる。そして食事中に随時皿に乗せられて運ばれるカードに書かれているテーマについてトークをする。最後にジャンケンで負けた方が会計を支払う。
ゲスト：トミーズ雅、ハイヒールモモコ、赤井英和、関根勤
まぶしいナニワカルタ
関西でしか作れないナニワ芸人を題材にしたカルタ『まぶしいナニワカルタ』を制作する企画。提示される上の句に当てはまるナニワ芸人をパネラーがそれぞれ下の句となるエピソードとともに披露。その中からジュニアが上の句にふさわしいナニワ芸人を『まぶしいナニワカルタ』として認定。ナニワ芸人はスタジオ内にある写真の中から選ぶことになっているが、そこにないナニワ芸人はオールマイティカルタで発表する。50音全てのカルタが制作されるまで継続される。
千原ジュニアの一食たりともミスしたくない!
食にこだわるもグルメ迷子となっているジュニアのために、関西の名店を知り尽くすグルメソムリエが巧みな話術だけでジュニアのオーダーに基づく関西の名店を紹介。その中からジュニアが収録後に行くお店をガチで選ぶ。ともこ曰く王様企画。

## 主な企画
まだ見ぬおもろい芸人シリーズ
関西に星の数ほどいる陽の当たらない芸人たちにスポットを当てる企画。
- 売れてないのに結婚しちゃった! まぶしビンボー若手芸人SP

まだ売れていないのに結婚し、ブレイクを信じて二人三脚で頑張るビンボー芸人夫婦6組（漫才コンビ・吉本新喜劇・落語家から各2組）が登場。兵動大樹（矢野・兵動）、すっちー、月亭八光がビンボー芸人たちの案内人を務め、ジュニアが気に入って東京の番組で起用してもらうようプレゼンし、ビンボー芸人にまぶしい光をあてる。出演芸人は、ぼんちきよし（つばさ・きよし）・下林朋央（ファミリーレストラン）・小米良啓太・大島和久・桂坊枝・桂三ノ助。

## スタッフ
- ナレーション：谷藤リョーコ
- 構成：武輪真人、小林仁、京都市行、友光哲也
- TD/SW：高石和隆
- CAM：阪本雅樹
- AUD：大谷紗代
- LD：吉田和之
- VE：藤野毅
- 編成：川原秋呼
- 美術：松尾光生
- 美術進行：荒井春佳
- 装置：倉本篤志
- CG：ふっちー
- タイトル：村上喬規、保利操
- EED：大塚直哉、佐藤雅哉、中西章史
- 音響効果：河原夕子、山本大輔
- WEB：荒木崇、小川篤志
- 宣伝：渡辺優子
- TK：浜川鮎美
- 協力：MBS企画、東通企画、C-BOX、ゾフィープロダクツ、Walk On、Dmark、デラックスキッズ、PRF、トラッシュ、戯音工房、放送映画製作所、関西東通、アーチェリープロ、サウンドエースプロダクション、アスカプロ、オフィス元気、仕事場
- 美術協力：グリーンアート、ステッププラン、新光企画、高津商会、インターナショナルクリエイティブ、モア
- デスク：西城栄里
- AD：田中恒多、橋本薫、吉良哲平、漆畑英樹、岩澤文哉、藤本亮、吾妻真由子
- ディレクター：中村武史、安達澄子、吉井大二郎、石原直行、日下真行、石田尚生、光岡麦
- 総合演出：松本真樹
- プロデューサー：田中良、田尻麻衣
- 制作協力：吉本興業
- 製作：毎日放送

## テーマ曲
- アンドリューW.K.「小さな恋のうた」（ユニバーサル・ミュージック）

## ネット局
| 放送対象地域 | 放送局          | 放送開始日    | 放送日時                     | 備考     |
| ------------ | --------------- | ------------- | ---------------------------- | -------- |
| 近畿広域圏   | 毎日放送（MBS） | 2011年11月2日 | 水曜 23:50 - 翌0:55          | 制作局   |
| 新潟県       | 新潟放送（BSN） | 2012年4月25日 | 水曜 0:50 - 1:50（火曜深夜） | 34日遅れ |